# Sulfatoredmondita
La sulfatoredmondita és un mineral de la classe dels sulfats.

## Característiques
La sulfatoredmondita és un sulfat de fórmula química [Pb₈O₂Zn(OH)₆](SO₄)₄(H₂O)₆. Va ser aprovada com a espècie vàlida per l'Associació Mineralògica Internacional l'any 2022, i publicada en el mes de març de 2023. Cristal·litza en el sistema monoclínic.
Les mostres que van servir per a determinar l'espècie, el que es coneix com a material tipus, es troben conservades a les col·leccions mineralògiques del Museu d'Història Natural del Comtat de Los Angeles, a Los Angeles (Califòrnia) amb els números de catàleg: 76181, 76182 i 76183.

## Formació i jaciments
Va ser descoberta a la mina Redmond, situada a Waterville Lake, dins el comtat de Haywood (Carolina del Nord, Estats Units). Aquesta mina estatunidenca és l'únic indret de tot el planeta on ha estat descrita aquesta espècie mineral.